# Беридзе, Вахтанг Ираклиевич
Вахта́нг Ира́клиевич Бери́дзе (род. 25 декабря 1980, Ленинград, РСФСР, СССР) — актёр театра и кино, шоумен, теле- и радиоведущий, продюсер,
пловец, мастер спорта Грузии по плаванию.

## Биография
Вахтанг Беридзе родился 25 декабря 1980 года в Ленинграде. Вскоре после рождения родители увезли его в Грузию. Отец — Ираклий Беридзе, хирург, в 1978 году окончил Калининский медицинский институт (ныне — Тверской государственный медицинский университет).
С детских лет до двадцати одного года профессионально занимался плаванием, многократный чемпион Грузии, выступал в составе сборной Грузии на чемпионатах мира и Европы.
С 2003 года служил в Санкт-Петербургском драматическом театре «Остров». В этом же году стал лауреатом театральной премии «Петербургские дебюты».
Работал ведущим программ «Городские эпизоды» и «Квартира в кредит» на телеканале «ТВ-3», а также информационной телепередачи «Сейчас» на «Пятом канале» (Санкт-Петербург).
В 2005 году окончил Санкт-Петербургскую государственную академию театрального искусства по специальности «Актёр» (руководитель курса — профессор Валентин Дмитриевич Сошников).
С 2006 по 2009 годы работал в государственном театре киноактёра в Москве, куда был приглашён режиссёром Евгением Радомысленским на роль графа Альмавивы в спектакле «Безумный день, или Женитьба Фигаро» по одноимённой пьесе Пьера де Бомарше.
В 2011 году поступил, а в 2016 году окончил продюсерский факультет Всероссийского государственного института кинематографии имени С. А. Герасимова в Москве по специальности «Продюсер кино и телевидения».
В 2014 году продолжил актёрскую карьеру в Москве. Вёл вместе с Давидом Петросяном утреннее шоу «Кофе по-восточному» на радиостанции «Восток FM».
В 2016 году был ведущим программы «Школа ремонта» на телеканале «ТНТ». Работал продюсером в студии «Центральное телевидение», в программе «Двойные стандарты» на «НТВ».

### Личная жизнь
Первая жена — Ольга Арнтгольц (род. 18 марта 1982, Калининград), российская актриса. Поженились в сентябре 2009 года. В ноябре 2015 года пара развелась. Дочь — Анна (род. 15 августа 2013).
Вторая жена — Алеса Качер (род. 9 мая 1987, Минск, по национальности — белоруска), белорусская актриса. Расписались в Москве 21 июля 2018 года, в день Казанской иконы Божией Матери. Сын Александр (род. 6 марта 2019, Москва).

### Включение в базу украинского сайта «Миротворец»
28 сентября 2018 года Вахтанг Беридзе и ещё пятеро российских актёров были обвинены украинскими властями в «сознательном нарушении государственной границы Украины с целью проникновения в захваченный российскими оккупантами Крым» за участие в съёмках многосерийного художественного фильма «Сорок розовых кустов», причислены к врагам украинского народа и включены в раздел «Чистилище» украинского сайта «Миротворец», раскрывающего персональные данные.

## Творчество

### Роли в театре
Дипломная работа
- 2004 — «Добрый человек из Сезуана» — Главный Бог

#### Санкт-Петербургский драматический театр «Остров»
- 2003 — «Без вины виноватые» — Григорий Незнамов
- 2004 — «Осенний марафон» — Лифанов
- 2004 — «Папашины игрушки» — Гвидас
- 2005 — «На каждого мудреца довольно простоты» — Курчаев

#### Государственный театр киноактёра(Москва)
- 2006—2009 — «Безумный день, или Женитьба Фигаро» — граф Альмавива
- 2006—2009 — «Святой мальчик» — Кишью
- 2006—2009 — «Дурочка» — Лауренсио
- 2006—2009 — «Похищение Элен» — Жермон

#### Антрепризы
- «Неаполитанские страсти» — Антонио (Театр имени Е. Б. Вахтангова)
- «Аккомпаниатор» — аккомпаниатор
- «Питер — Москва — Париж» — молодой герой
- «Ханума» — Кинто
- «Не будите спящую собаку» — Гордон Уайтхауз

### Фильмография
- 2001—2004 — Чёрный ворон — Арчил, брат Анзора и племянник дяди Важи
- 2003 — Не ссорьтесь, девочки! — эпизод
- 2003 — Агентство «НЛС» 2 (серия № 15) — представитель казино
- 2003 — Улицы разбитых фонарей. Менты-5 (серия № 26 «Горячие головы») — участник драки
- 2004—2013 — Кулагин и партнёры — эпизоды
- 2004 — Опера. Хроники убойного отдела (фильм № 3 «Час икс») — торговец мылом
- 2004 — Агент национальной безопасности 5 (серия № 59-60) — Митя, охранник
- 2005 — Не родись красивой — Гриша, менеджер автосалона
- 2005 — Ментовские войны 2 (фильм № 2 «Закон джунглей») — «Бандерас»
- 2005 — Решение проблем (серия № 4 «Суперстар») — Саша, охранник
- 2006 — Алька — Марат Хабибулин, младший лейтенант, командир взвода миномётчиков
- 2006 — Счастливы вместе (серия № 78 «ДТП и т. п.») — адвокат
- 2006 — Столыпин… Невыученные уроки — князь Шахновской
- 2007 — Бальзаковский возраст, или Все мужики сво… 3 — Тимур, спасённый Юлией Шашковой от скинхедов
- 2007 — Адвокат 4 (фильм № 1 «Выигрыш») — Савушкин, любовник Ланы
- 2008 — Цыганки — Игорь Фролов, молодой боксёр, ученик Ракитина
- 2008 — Преступление будет раскрыто (серия № 5 «Причина смерти») — Сергей Мирзоян, любовник Светланы Белюковой
- 2009 — Десантура (серия № 2) — телеоператор
- 2010 — Шериф (фильм № 2 «Смертельный пируэт») — Михаил Вадимович Нащёкин
- 2010 — Мужчина в моей голове — «Пицца»
- 2012 — Пятницкий. Глава вторая (серия № 23 «Другие законы») — Егор Пащенко
- 2012 — Дикий 3 — эпизод
- 2013 — Москва. Три вокзала (серия № 130 «Падение») — Кирилл Саврасов, зять Довженко
- 2014 — Королева игры — Сергей Нарчинский, младший сын Веры
- 2017 — Ветер перемен — Фёдор Ашуба, ветеринар, сын Нины
- 2017 — Двойная сплошная 2 — Вячеслав Филиппов, фотограф, любовник Татьяны
- 2017 — Люблю тебя любую — Игорь, муж Ларисы
- 2017 — Победивший время — Данила Никитин, пловец-стайер
- 2018 — Пёс-4 (серия № 1 «Толкование сновидений») — второй муж Ксении
- 2018 — Гроздья винограда — Трофим Савельев
- 2018 — Случайная невеста — Руслан Бондарь, оперуполномоченный полиции, муж Светланы
- 2018 — Сорок розовых кустов — Ставрос, музыкант, грек[8][9]
- 2018 — Проверка на прочность — «Красавчик», член команды Вадима Суворова[10]
- 2019 — Женская версия. Чисто советское убийство — Фёдор Варакмин
- 2019 — Красавица и воры — Константин, врач
- 2021 — Ты меня никогда не забудешь — Марк
- 2022 — Триггер-2 — Ибрагим
- 2022 — Стая — Сергей Морозов, капитан полиции

### Видеоклипы
- Жасмин — «Капли лета»
- Татьяна Буланова — «Вот такие дела»
- Группа «За кадром» — «Попутчица»
- Группа «Тимур и Элиза» — «Ночной звонок»